# Quarna Sotto
Quarna Sotto – miejscowość i gmina we Włoszech, w regionie Piemont, w prowincji Cusio Ossola. Położona około 100 kilometrów na północny wschód od Turynu i około 15 kilometrów na południowy zachód od Verbanii.
Według danych na rok 2004 gminę zamieszkiwało 427 osób, 26,7 os./km².